# Długie Stare
Długie Stare is een plaats in het Poolse district  Leszczyński, woiwodschap Groot-Polen. De plaats maakt deel uit van de gemeente Święciechowa en telt 810 inwoners.